# Handelshuset Donner
Handelshuset Donner (eller Donnerska handelshuset) var ett svenskt handelshus, grundat i samband med handelsmannen Jürgen Hinrich Donners flytt från Lübeck till Visby 1746, två år efter hans giftermål med Margaretha Lythberg från samma stad. Handelshuset hade länge en dominerande ställning på Gotland men försattes i konkurs 1845.

## Historik

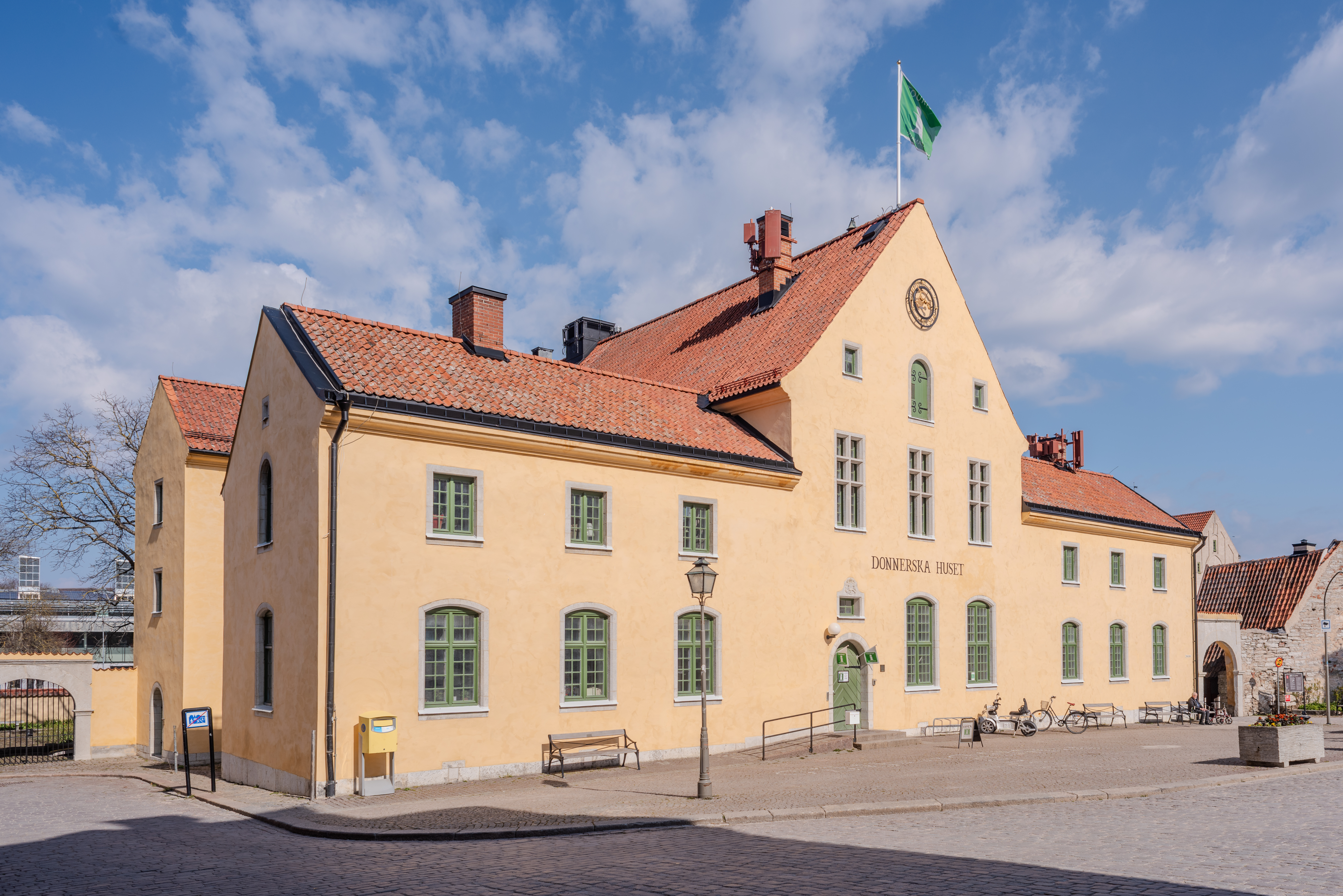
Donnerska huset i Visby.

Paret Donner köpte det hus som idag kallas Donnerska huset vid Donners plats. I bottenvåningen inrättade de en handelsbod där det såldes bland annat mat, järnvaror och så kallade korta varor som sybehör, kammar och sidenband. Detta sammanföll med en period då Visbys befolkning ökade kraftigt. De utökade verksamheten och ägnade sig även åt export. Makarna investerade i mark i Follingbo socken och senare hela gården Hallfreda. De köpte också andelar i Visbys tobaksfabrik.

### Margaretha Donner tar över 1751
Margaretha Donner tog från början hand om räkenskaperna. Och vid makens död 1751 tog den då 25-åriga hustrun över makens roll som ledare för verksamheten. Hon engagerade sin bror Johan Lythberg för att hjälpa henne med korrespondensen med Tyskland och England och hade även bokhållare anställda. Exporten, som bland annat omfattade spannmål, tjära och trävaror, skötte hon själv. När hon tog över verksamheten fanns ett tjugotal handelsfartyg och hon utökade ständigt sin handelsflotta genom nya skeppsbyggen. Hon hade budgeterat för att ett skepp om året kunde förlisa, men vissa år blev handelshuset av med så många som fyra skepp. Fartygen seglade främst till tyska handelsstäder längs Östersjökusten. Hon såg även till att skaffa sig fribrev för att kunna bedriva handel i andra länder. På Gotland lät Margaretha Donner bygga flera kalkugnar och grundade även en fabrik för tillverkning av såpa.
Nya handelskontakter hade ofta svårt att föreställa sig att en kvinna kunde styra en sådan omfattande affärsrörelse. Det var inte ovanligt att hon mottog brev ställda till "Herr Madam Donner". I Visbys förnämare kretsar kallades hon Madam Donner och bland vanligt folk var hon känd som Donnersmor. Handelshuset Donner var en uppskattad arbetsgivare och känt för att ta väl hand om sina anställda.
Margaretha Donner hade varit mycket restriktiv med att ge sina söner tillträde till handelshuset. Georg Mathias skickades till Tyskland för att studera, men Margaretha ansåg att han slösade med pengar, så hon kallade hem honom igen och lät honom starta en egen verksamhet, en handelsbod i  Ljugarn. Den yngre sonen Jacob Niklas inledde sin handlarbana med att sälja pottaska och fårskinn i Klintehamn. Först när Margaretha Donner blev sjuk i tuberkulos och insåg att hon skulle dö gav hon sönerna tillträde till sitt handelshus.

### Efter Margaretha Donners bortgång 1774
Efter Margaretha Donners död 1774 slog sönerna ihop sina bolag med hennes till GM&JN Donner Georg Mathias gifte sig med Margaretha Elisabeth Bachérus och Jacob Niklas med Hedda Helena Romdahl. Båda sonhustrurna deltog i arbetet i handelshuset, särskilt när det gällde att utrusta handelsflottan med proviant.
De båda bröderna utökade handelshusets verksamhet ytterligare med bland annat kalkbrytning, tobaksodling, kvarnar, kattunstryckeri och skogsbruk. Importen omfattade bland annat tyger, glas, porslin salt och kryddor. Som mest fanns det 70 skepp i handelshusets rederi. Man hade även ensamrätt på att bärga alla förlista fartyg längs Gotlands kust. Handelshuset hade verksamhet på flera gotländska orter; däribland Ljugarn från 1828, men huvudkontoret låg kvar vid Donners plats i Visby.
Under brödernas tid som ägare var handelshuset det tredje största i Sverige. När Jacob Niklas son Georg Niclas tog över fick han och hans partner Johannes Ihre emellertid ekonomiska problem och 1845 försattes handelshuset i konkurs.

## Eftermäle
Handelshuset Donner har givit namn inte bara åt verksamhetens huvudbyggnad, Donnerska huset, och torget utanför, Donners plats, utan även åt en rad andra gotländska företeelser, bland annat Donnergymnasiet.